# Журавинка (Железногорский район)
Журави́нка — деревня в Железногорском районе Курской области России. Входит в состав Линецкого сельсовета. 
Население — 32 человека (2014 год).

## География
Расположена на юго-востоке района, в 32 км к юго-востоку от Железногорска по обоим берегам Радубежского ручья, притока Усожи. Высота над уровнем моря — 182 м. Ближайшие населённые пункты — деревни Трубицыно и Толстовка, хутор Заречье. В 1,5 км к северу от Журавинки проходит автомобильная дорога 38К-038 «Фатеж—Дмитриев». С юга деревню ограничивает балка Липовый Лог.

## История
Деревня Журавинка была основана между 1-й ревизией 1719 года и 2-й ревизией 1745 года помещиками Шереметевыми, и заселена крепостными крестьянами, переведёнными сюда из сёл Радубеж и Жигаево. По данным 2-й ревизии 1745 года в новопоселенной деревне Журавинке проживало 67 душ мужского пола.
По данным 3-й ревизии 1763 года деревня принадлежала надворному советнику Василию Петровичу Дурново. В то время здесь проживал 101 человек. Журавинка была частью прихода храма Николая Чудотворца села Радубеж.
Весной 1795 года с Журавинкой произошла необычная история. Во время экспедиционной поездки земского исправника по территории Фатежского уезда, он обнаружил деревню Журавинка, о существовании которой «прежде никто не знал, даже жители окрестных селений». Журавинцы в свою очередь не подразумевали о создании уезда, о статусе города Фатежа и о наличии административной власти в уезде. Нашедший деревню исправник хотел подчинить её своему ведению, но при оформлении бумаг оказалось, что Журавинка, окружённая со всех сторон Фатежским уездом, по межевому утверждению 1782 года относилась к Льговскому уезду и потому фатежскому исправнику была не подвластна, так как в чужой уезд он не имел права въезжать. Не мог туда попасть и льговский исправник, так как в свою очередь, он бы нарушил право въезжать в фатежские сёла, а потому вышеназванное селение оказалось в правовом вакууме. Только после волевого решения курского губернатора А. А. Беклешова Журавинку передали в состав Фатежского уезда, тем самым восстановив его целостность. По всей видимости в документах произошла путаница с одноимённой деревней Журавинкой Льговского уезда (ныне в Курчатовском районе).
Первоначально Журавинка располагалась только на левом берегу Радубежского ручья. Здесь жили крепостные крестьяне и дворовые люди, принадлежавшие помещикам. В середине XIX веке на правом берегу ручья в Журавинке поселились лично свободные однодворцы Азаренковы и Толстые из Радубежа, Сухочевы из Шахова. Деревня становится частично казённой, частично владельческой.
К моменту отмены крепостного права в 1861 году крестьянами Журавинки владели несколько помещиков: жена подпоручика Анна Шилова (18 душ мужского пола), жена подпоручика Мария Турбина (57 д.м.п.), Иван Кондратенко с братьями и сестрой (17 д.м.п.), жена коллежского регистратора Вера Познякова (7 д.м.п.), жена коллежского асессора Прасковья Кривцова (2 д.м.п.), Екатерина Толмачёва (1 д.м.п.), Марья Гринёва (19 д.м.п.), Александр Гринёв (21 д.м.п.), жена коллежского регистратора Василия Гринёва (11 д.м.п.), жена коллежского регистратора Нимфадора Шумакова (15 д.м.п.), жена коллежского секретаря Марфа Лукачевич (3 д.м.п.). Остальную часть населения деревни составляли лично свободные однодворцы, переведённые в 1866 году в разряд государственных крестьян.
В 1862 году в Журавинке было 24 двора, проживали 312 человек (155 мужского пола и 157 женского). По данным 1883 года в Журавинке проживало 214 человек, деревня состояла из 2-х крестьянских общин: одну общину составляли бывшие крепостные, другую — бывшие однодворцы. В 1900 году здесь проживало 313 человек (152 мужского пола и 161 женского), а в 1905 году — 320 (153 мужского пола и 167 женского).
В 1906 году в Журавинке была открыта земская школа.
В 1911 году в Журавинке было 38 дворов. Деревню населяли крестьяне с фамилиями Толстые (13 дворов), Лукины (5 дворов), Азаренковы, Барсуковы, Зайцевы, Кубышкины, Новиковы, Трусовы (по 2 двора), Аникеевы, Гладких, Калинины, Овчаровы, Плаксины, Сухочевы, Шкребы (по 1 двору).
В начале 1930-х годов жители Журавинки начали вступать в колхоз «Красный Путиловец» (центр в с. Радубеж). Одним из его первых председателей был житель Журавинки Зайцев. Не все хозяйства хотели вступать в колхоз, за это несколько жителей деревни подверглись репрессиям. В 1934 году «Красный Путиловец» был разукрупнён, в Журавинке образовался свой колхоз — «Путь Ильича». В 1937 году в деревне было 57 дворов, действовала начальная школа. В 1930-е годы на восточной окраине Журавинки стояла ветряная мельница. 
Во время Великой Отечественной войны, с октября 1941 года по февраль 1943 года, деревня находилась в зоне немецко-фашистской оккупации. 
Во 2-й половине 1950-х годов журавинский колхоз «Путь Ильича» был объединён с колхозом «Сталинский Путь» (центр в х. Основное), куда входило большинство деревень и хуторов бывшего Радубежского сельсовета. В этот период проходила кампания по десталинизации, и за укрупнённой артелью было решено оставить название «Путь Ильича».  В 1959 году колхоз «Путь Ильича» был присоединён к колхозу «Россия» (центр в с. Линец). В начале 1990-х годов колхоз «Россия» был реорганизован в АОЗТ «Россия», которое было ликвидировано в 2010 году.

## Административная принадлежность
- 1745—1779 годы — в составе Усожского стана Курского уезда
- 1779—1797 годы — в составе Фатежской округи Курского наместничества
- 1797—1861 годы — в составе Фатежского уезда Курской губернии
- 1861—1918 годы — в составе Дмитриевской волости Фатежского уезда
- 1918—1924 годы — в составе Радубежского сельсовета Дмитриевской волости Фатежского уезда
- 1924—1928 годы — в составе Радубежского сельсовета Алисовской волости Курского уезда
- 1928—1954 годы — в составе Радубежского сельсовета Фатежского района
- 1954—1959 годы — в составе Нижнехалчанского сельсовета Фатежского района
- 1959—1991 годы — в составе Линецкого сельсовета Фатежского района
- С 1991 года — в составе Линецкого сельсовета Железногорского района

## Население
| 1862 | 1900 | 1905 | 1979 | 2002 | 2010 | 2014 |
| ---- | ---- | ---- | ---- | ---- | ---- | ---- |
| 312  | ↗313 | ↗320 | ↘115 | ↘45  | ↘37  | ↘32  |

## Персоналии
- Овчаров, Николай Иванович (р. 1952) — глава города Курск (2008—2019). Родился в Журавинке.
- Шкребо, Василий Андреевич (1921—?) — председатель Фатежского райисполкома (1952—1955). Родился в Журавинке.